# Період Хейан
Період Хеян (яп. 平安時代, — хей'ан джідай) — епоха в історії Японії (794⁣ — ⁣1185). Почалася з встановлення столиці держави у місті Хеян (суч. місто Кіото) і закінчилася встановленням шьоґунату у місті Камакура. Особливостями епохи є зменшення ролі імператора у політичному житті країни, узурпація влади аристократичною родиною Фуджівара, поява езотеричних сект буддизму та формування нового соціального стану — самураїв.

## Культура
Поява аристократичної гри каі-ооі, що була популярною до періоду Едо.

### Нові течії буддизму
У період Хеян в Японії набули поширення нові буддистські практики езотеричного буддизму. Серед них головними були махаяністські секти Тендай (天台, «Небесне узвишшя») і Сінґон (真言, «Істинне слово»). Перша була започаткована монахом Сайтьо у 806—807 роках разом із будівництвом її центрального монастиря Енрякудзі на горі Хіей поблизу столиці. Друга секта постала зусиллями ченця Кукая у 816 році, який звів на горі Коя храмовий комплекс Конґобудзі. Обидва вчення були проєкцією китайських і тибетських буддистських шкіл. Їх поширенню в Японії сприяли імператори й урядові аристократи.
Розташування центру секти Тендай поблизу столиці перетворило її на найбагатшу буддійську общину тогочасної Японії. Монастир гори Хіей був своєрідним інтелектуальним центром — «середньовічним університетом» країни. Він також слугував місцем умикання непокірних службовців. Завдяки активним контактам з двором і урядом, монахи секти часто брали безпосередню участь у прийнятті політичних рішень.
На відміну від Тендай, центр секти Сінґон був задалеко від столиці. Однак популярною ця течія буддизму стала в Японії завдяки подвижницькій діяльності її монахів і учнів.
Наприкінці епохи Хеян у зв'язку із кризою центральної влади, розвалом економіки, постійними міжусобицями й війнами, у японському суспільстві поширилися есхатологічні вірування. Це відбилося на двох головних сектах країни, які вступили у затяжну кризу. Більшість храмів Тендай і Сінґон перетворилися на общини, які мали власні приватні володіння, армії озброєних монахів сохей, кліентеллу серед аристократів і уряду. Ці общини дедалі більше втручалися у політику, і менше цікавилися релігійно-філософськими проблемами. Як наслідок, з кінця 12 — початку 13 століття ці секти полишили багато провідних монахів того часу, які заснували нові «протестантські» школи буддизму, такі як Дзьодо-сю і Нітірен-шю.